# Turó de Can Jordà
|  | Per a altres significats, vegeu «Turó de Can Jordà (Santa Susanna)». |

El Turó de Can Jordà és una muntanya de 50 metres que es troba al municipi de Palafolls, a la comarca del Maresme.